# Абрамов, Юрий Петрович
Юрий Петрович Абрамов (род. 24 сентября 1960, Липецк) — советский и российский футболист, нападающий, защитник. Судья республиканской категории.

## Биография
Воспитанник группы подготовки при команде «Металлург» Липецк, тренер Н. Паршин. Бо́льшую часть карьеры провёл во второй лиге в составе липецкой команды (1977—1979, 1980—1982, 1984—1990). Начинал карьеру нападающим, затем перешёл в защиту.
В 1980 году перешёл в команду высшей лиги «Кубань» Краснодар, но провёл только восемь матчей за дубль. Армейскую службу проходил в 1982—1983 годах в команде первой лиги «Искра» Смоленск. Завершал карьеру в «Уралане» Элиста (1990—1991 — вторая низшая лига СССР; 1992 — три матча в первой лиге России).
В 1992 году стал работать слесарем на НЛМК, затем — в облгазе. В 2002—2004 администратор «Металлурга-2» в первенстве КФК. После этого стал работать в липецком филиале ООО «Милопласт» в службе безопасности.
Работал судьёй на матчах первенства КФК (1995—1999).